# Mistrovství Evropy v judu 1980
Mistrovství Evropy mužů v judu se konalo ve Vídni, Rakousko 15.-18. května 1980 a Mistrovství Evropy žen se konalo v Udine, Itálie 15.-16. března 1980.

## Výsledky
Muži
| Kategorie | Zlato                      | Stříbro                     | Bronz                      | Bronz                     |
| --------- | -------------------------- | --------------------------- | -------------------------- | ------------------------- |
| -60 kg    | Felice Mariani (ITA)       | Josef Reiter (AUT)          | Reinhard Arndt (GDR)       | Thierry Rey (FRA)         |
| -65 kg    | Torsten Reißmann (GDR)     | Valentin Tarakanov (URS)RUS | Imre Gelencsér (HUN)       | Constantin Niculae (ROU)  |
| -71 kg    | Nicolae Vlad (ROU)         | Chris Bowles (GBR)          | Karl-Heinz Lehmann (GDR)   | Jevgenij Babanov (URS)RUS |
| -78 kg    | Neil Adams (GBR)           | Harald Heinke (GDR)         | Bernard Tchoullouyan (FRA) | Mircea Frăţică (ROU)      |
| -86 kg    | Alexandr Jackevič (URS)LAT | Peter Seisenbacher (AUT)    | Peter Donnelly (GBR)       | Detlef Ultsch (GDR)       |
| -95 kg    | Jean-Luc Rougé (FRA)       | Dietmar Lorenz (GDR)        | Ramaz Charšiladze (URS)GEO | Robert Van de Walle (BEL) |
| +95 kg    | Alexej Ťurin (URS)RUS      | Imre Varga (HUN)            | Peter Adelaar (NED)        | Angelo Parisi (FRA)       |

Ženy
| Kategorie | Zlato                       | Stříbro                    | Bronz                        | Bronz                     |
| --------- | --------------------------- | -------------------------- | ---------------------------- | ------------------------- |
| -48 kg    | Jane Bridgeová (GBR)        | Paola Napolitanová (ITA)   | Annie Bechepayová (FRA)      | Eva Hillesheimová (FRG)   |
| -52 kg    | Patricia Montagutiová (ITA) | Bridget McCarthyová (GBR)  | Mileva Smiljanićová (YUG)SRB | Edith Hrovatová (AUT)     |
| -56 kg    | Gerda Winklbauerová (AUT)   | Liesbeth Beeksová (NED)    | Loretta Doyleová (GBR)       | Therése Nguyenová (SUI)   |
| -61 kg    | Laura Di Tomaová (ITA)      | Brigitte Deydierová (FRA)  | Marija Angelovićová (YUG)SRB | Jeannine Peetersová (BEL) |
| -66 kg    | Catherine Pierreová (FRA)   | Nadia Amerighiová (ITA)    | Paula Mallensová (NED)       | Marie-France Milová (BEL) |
| -72 kg    | Jocelyne Triadouová (FRA)   | Ingrid Berghmansová (BEL)  | Barbara Claßenová (FRG)      | Avril Malleyová (GBR)     |
| +72 kg    | Margherita De Calová (ITA)  | Paulette Fouilletová (FRA) | Christiane Kieburgová (FRG)  | Heather Fordová (GBR)     |